# Laphria javana
Laphria javana là một loài ruồi trong họ Asilidae. Laphria javana được Macquart miêu tả năm 1834. Loài này phân bố ở miền Ấn Độ - Mã Lai.